# Eiffelgebouw
Het Eiffelgebouw, ook wel De Eiffel genoemd, is een industrieel monument in het centrum van de Nederlandse stad Maastricht. Het ensemble van drie geschakelde fabrieksgebouwen kwam tussen 1928 en 1941 tot stand, maakte tot 2006 deel uit van de sanitairfabriek Koninklijke Sphinx en huisvest sinds 2017 onder andere een vestiging van The Social Hub (tot 2022 The Student Hotel). Het beeldbepalende gebouw aan de Boschstraat in de buurt Statenkwartier is sinds 1996 een rijksmonument.

## Geschiedenis
Het terrein waar thans het gebouw De Eiffel staat, lag vanaf de bouw van de tweede middeleeuwse stadsmuur omstreeks 1350 binnen de stadswallen van Maastricht. In dit relatief dunbevolkte stadsdeel bevonden zich enkele kloosters en verder voornamelijk moestuinen en boomgaarden.
Tijdens de korte periode van het Verenigd Koninkrijk der Nederlanden (1815-30) vonden op de terreinen van het in de Franse tijd geconfisqueerde Commanderij Nieuwen Biesen van de ridders van de Duitse Orde enkele belangrijke infrastructurele werken plaats: van 1817 tot 1824 werd hier de Zuid-Willemsvaart aangelegd en vanaf 1826 de binnenhaven het Bassin. Hierdoor konden in dit deel van de stad vroeg-industriële ontwikkelingen op gang komen. In 1826 vestigde zich de koopman-industrieel Petrus Regout in een pand aan de Boschstraat, tegenover het Bassin. In de achterliggende tuinen, deels toebehorend aan het in de Franse tijd opgeheven klooster van de Penitentenklooster, begon hij met enkele tientallen werknemers een kristalslijperij, enkele jaren later uitgebreid met een kristal- en glasblazerij. In 1835 kwam daar nog een spijkerfabriek bij, in 1836 gevolgd door een aardewerkfabriek. In enkele tientallen jaren groeiden de bedrijven van Regout aan de Boschstraat uit tot een industrieel imperium waar in 1865 al meer dan 2000 arbeiders werk vonden.

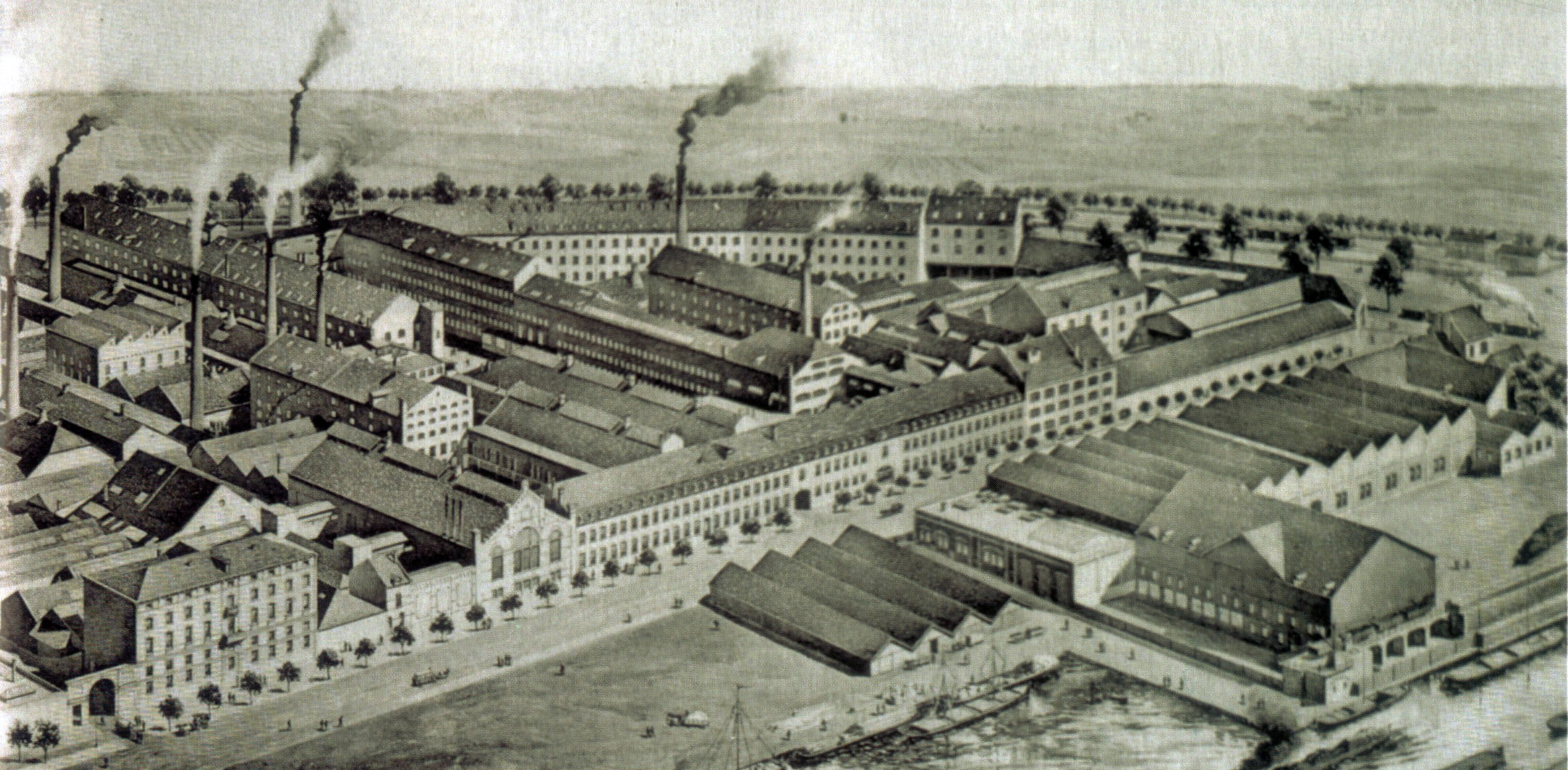
Fabrieksprent uit ca. 1905-10, vóór de bouw van De Eiffel

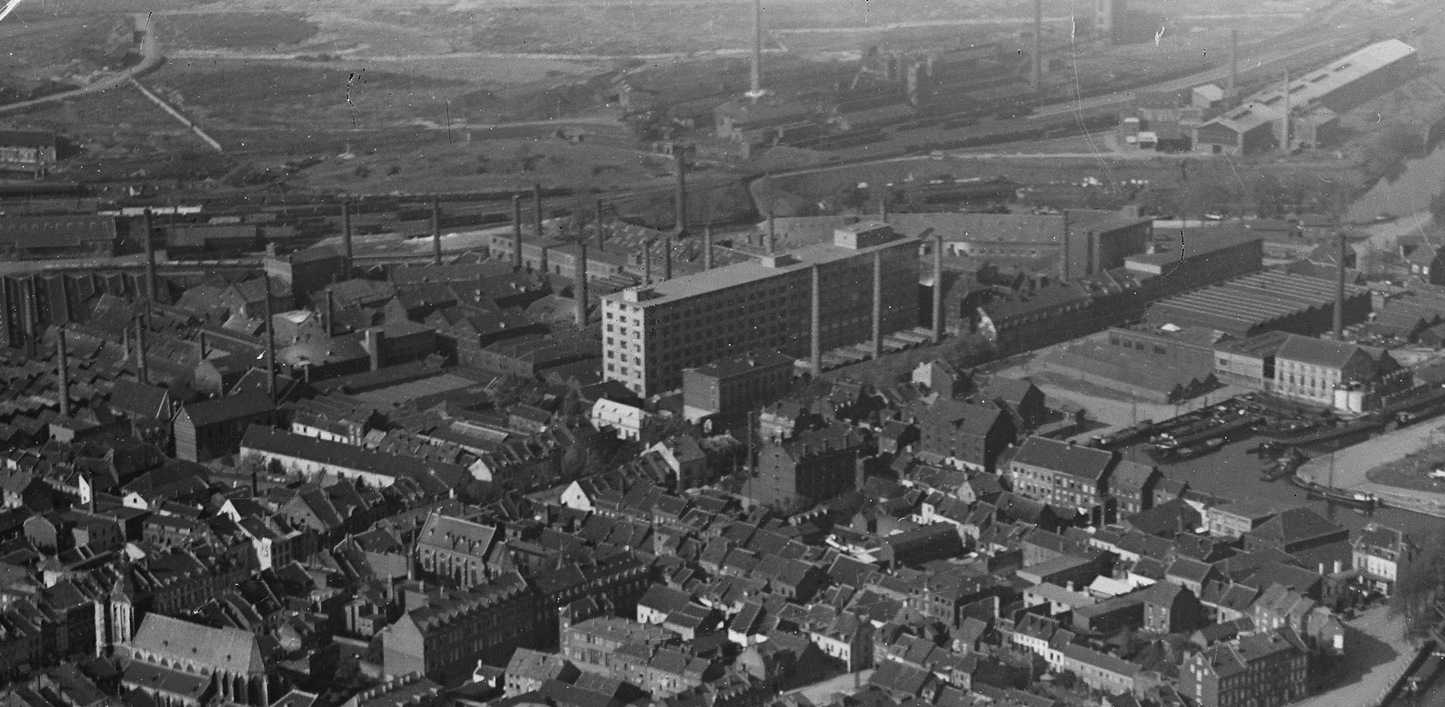
Luchtfoto ca. 1930-32, met Eiffel I en II

In 1925 beëindigde de N.V. Sphinx, zoals de fabrieken van Regout toen heetten, de fabricage van glas en kristal. Twee jaar later werd een nieuwe divisie opgericht voor de fabricage van sanitair aardewerk (wasbakken, badkuipen, toiletten, enz.). De oude glasfabrieken werden gesloopt en op die plek verrees een moderne sanitairfabriek van gewapend beton. Het huidige Eiffelgebouw kwam in drie bouwcampagnes tot stand: de eerste fase van 1928-29 was een ontwerp van ir. G. Knols, de tweede fase werd ontworpen door G. Verbaet en kwam gereed in 1930, en de derde fase, ontworpen door ir. H. Huyds, werd met enige jaren vertraging vanwege de Grote Depressie en de Tweede Wereldoorlog in 1941 opgeleverd. Verantwoordelijk voor de realisatie was aannemer Van den Hof te Maastricht in samenwerking met N.V. Hollandse Constructie Werkplaatsen Leiden. De benaming Eiffel is waarschijnlijk al in de jaren 1920 ontstaan vanwege de associatie met de Eiffeltoren in Parijs.
Vanaf 1934 werden ten weerszijden van De Eiffel nieuwe, gasgestookte tunnelovens gebouwd, elk met één schoorsteen. Deze vervingen de talloze ronde en vierkante ovens op het terrein, waardoor het aantal fabrieksschoorstenen (in 1924 nog 19) in deze periode drastisch afnam. Voor de bouw van Eiffel I, II en III en de tunnelovens moesten talloze 18e- en 19e-eeuwse panden langs de Boschstraat, waaronder een aantal vroeg-19e-eeuwse fabrieksgebouwen, worden gesloopt.
Koninklijke Sphinx werd in 1999 overgenomen door het Finse Sanitec en in 2006 verliet het bedrijf de historische fabriekspanden aan de Boschstraat om een ultramodern pand op het industrieterrein Beatrixhaven te betrekken, "de modernste sanitairfabriek ter wereld". Nog geen drie jaar later werd de productie naar Finland overgeplaatst en was het 175-jaar oude bedrijf ter ziele. Na het vertrek van Sphinx uit de binnenstad ging De Eiffel sterk achteruit door leegstand en bezoek van zwervers en inbrekers, waarbij onder andere koperen leidingen uit de vloeren en uit de muren werden gesloopt.

## Tijdelijke en definitieve invulling
Het Sphinxterrein met het Eiffelgebouw was aanvankelijk onderdeel van het stedelijk ontwikkelingsproject Belvédère. Door de kredietcrisis van 2007-11 moesten diverse onderdelen van dit megaproject (voorlopig) worden geschrapt. Een groot deel van de niet-monumentale fabriekshallen van de Sphinx werd gesloopt. Op dit terrein kwam een groot parkeerterrein en een tijdelijk park met stadslandbouw. De overgebleven fabrieksgebouwen maken thans deel uit van het Sphinxkwartier (voorheen: 'Belvédère Binnensingel'), een deelproject dat met voorrang wordt uitgevoerd. De herbestemming van het Eiffelgebouw hing nauw samen met andere projecten in de omgeving, zoals de herbestemming van de Timmerfabriek tot cultuurfabriek, de komst van designwinkel Loods 5 naar de Mouleursgebouwen en de Kop van de Sphinx, de ontwikkeling van het Frontenpark en de aanleg van de sneltram Hasselt - Maastricht. Deze laatste zal volgens de meest recente plannen een halte krijgen vóór het Eiffelgebouw.

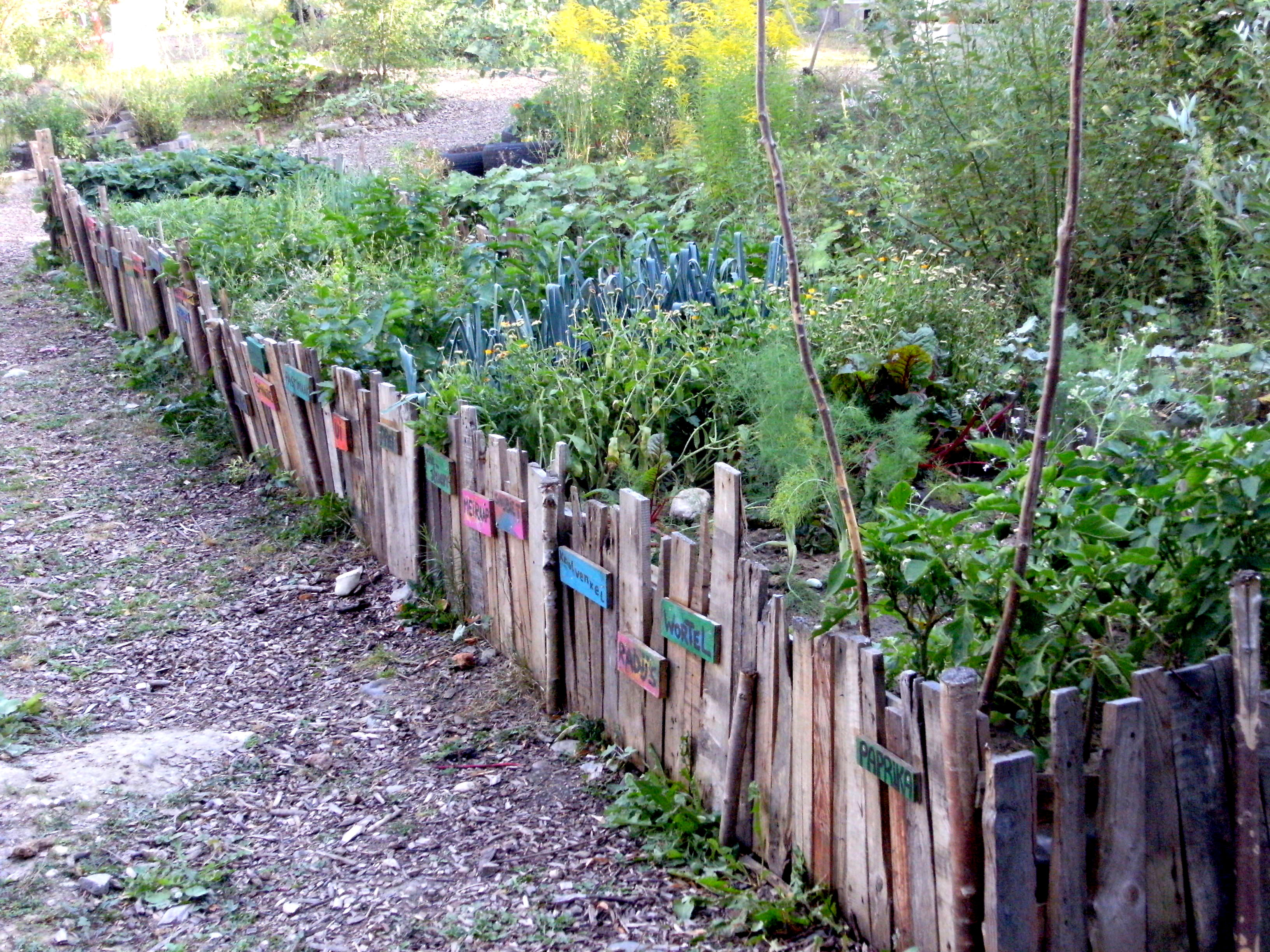
Tijdelijk Sphinxpark, 2012

In 2010 werden door de architect Jo Coenen en een aantal Maastrichtse kunstinstellingen plannen gepresenteerd om in een deel van het Eiffelgebouw en een aantal naburige gebouwen een nieuw cultuurcluster, quartier des arts genoemd, onder te brengen. Hiertoe zouden onder meer het Conservatorium Maastricht, de Toneelacademie Maastricht, de Academie Beeldende Kunsten Maastricht en de nieuwe kunstopleiding i-arts van de Universiteit Maastricht naar het Eiffelgebouw moeten verhuizen. Het plan bleek te kostbaar en bij de meeste kunstopleidingen was weinig animo om het Jekerkwartier te verlaten.

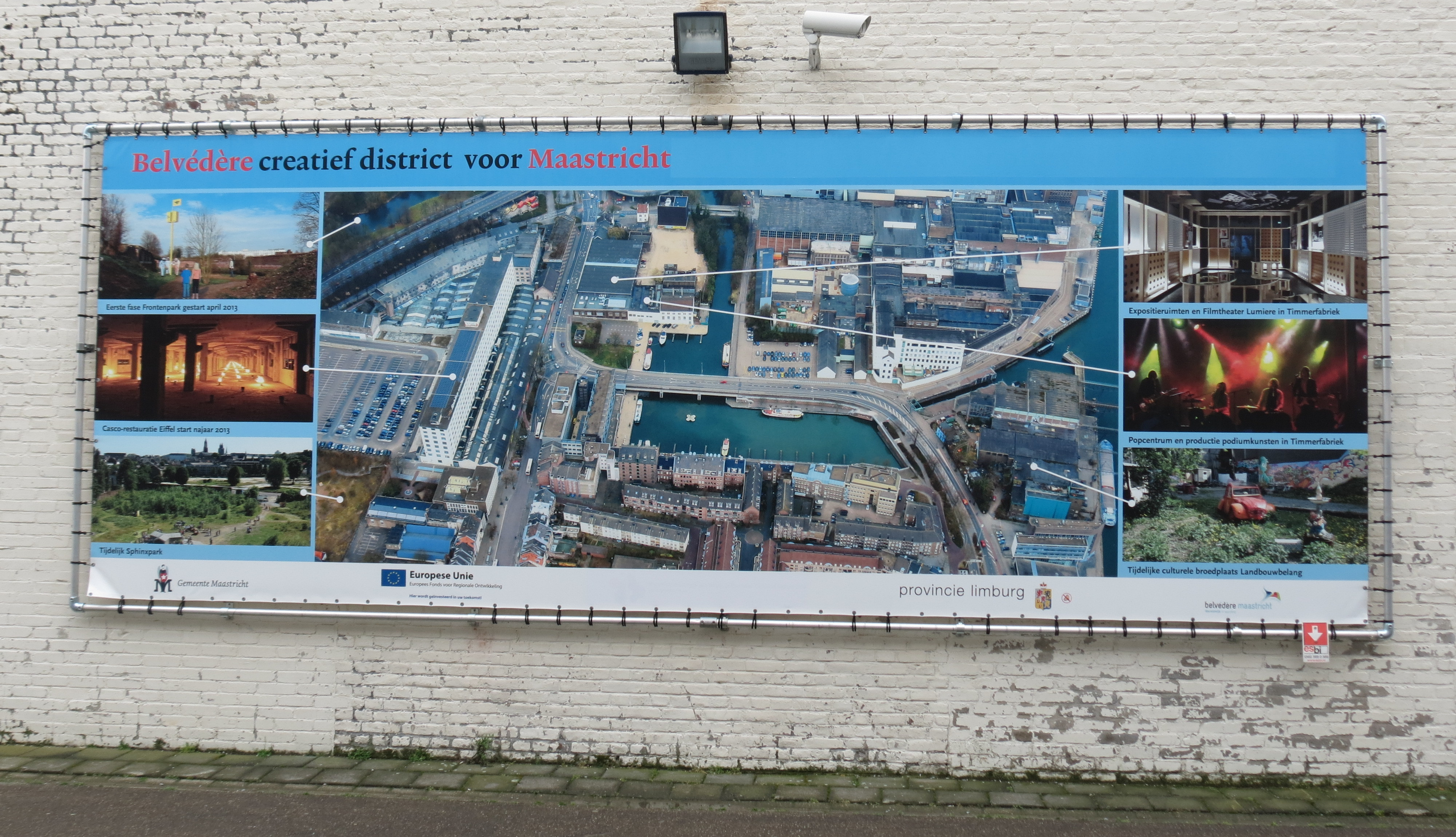
Plan Belvédère, 2014

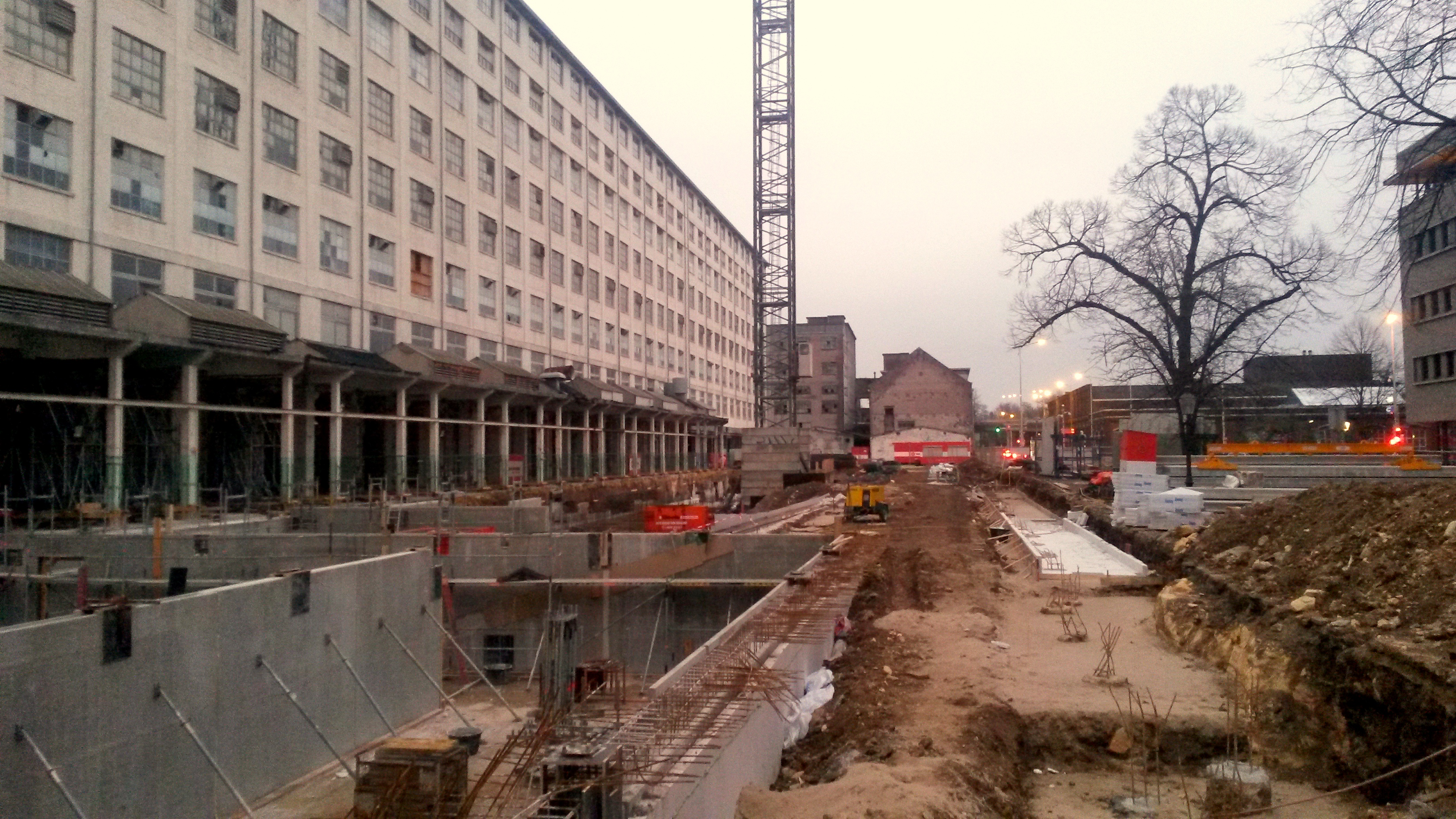
Bouw Pathébioscoop, 2015

Om verder verval te voorkomen, vond op initiatief van de gemeente Maastricht en de provincie Limburg vanaf 2014 een cascorestauratie plaats, die ruim 21 miljoen euro kostte. Rond die tijd meldde zich een nieuwe gegadigde voor het gebouw: The Student Hotel (vanaf 2022: The Social Hub). Het hotel, dat in 2017 openging, werd voor 23 miljoen euro gerealiseerd en is voornamelijk bedoeld voor internationale studenten. Het telt 378 gemeubileerde kamers, deels met gemeenschappelijke keukens, studie- en ontspanningszalen, fitnessruimte, café-restaurant, wasserette, fietsenkelder en een rond de klok bemande receptie. Op de achtste verdieping bevindt zich de skybar met uitzicht over het stadscentrum. Daarmee neemt het hotel ongeveer 60% van de totale vloeroppervlakte in het centrale deel van het Eiffelgebouw in beslag. Het overige deel zal worden ingevuld met detailhandel en horeca (begane grond) en kantoren, bedrijven en lofts (noord- en zuideinde van het gebouw). Diverse creatieve bedrijven hebben een vestiging in De Eiffel, waaronder de coöperatieve winkel Gedeelde Weelde en de coöperatieve creatieve werkplaats FabLab Maastricht. Verder wil de organisatie Bee Collective op het 3750 m² grote dak van het Eiffelgebouw bijenkorven plaatsen, met als doel de bijenstand te verbeteren en imkers op te leiden.
Aan de oostzijde van het Eiffelgebouw, aan de Boschstraat, waar eertijds de tunnelovens lagen, is in 2014-15 een bioscoop van Pathé Nederland gebouwd. Aan de achterkant van dit moderne gebouw is een glazen overkapping tussen de Eiffel en de tunnelovens bewaard gebleven. Deze is in 2017 ingericht als museale wandelpassage. In de directe nabijheid, in het voormalige hoofdkantoor van Koninklijke Sphinx, heeft zich het onderzoeks- en opleidingscentrum UNU-MERIT van de United Nations University en de Universiteit Maastricht gevestigd.

## Beschrijving gebouwen

### Exterieur
De drie gebouwen die gezamenlijk De Eiffel vormen zijn gelegen op een afstand van ongeveer 20 meter van de rooilijn van de Boschstraat. Het gebouwencomplex in de stijl van de nieuwe zakelijkheid domineert door zijn hoogte en lengte zowel de Boschstraat als het Bassin. Het fabrieksgebouw is in drie fasen tot stand gekomen. Het oorspronkelijke gebouw (Eiffel I) is daarbij eerst in zuidelijke (Eiffel II), daarna in noordelijke richting (Eiffel III) uitgebreid. Het hele gebouw is ongeveer 180 meter lang, 21 meter breed en 33 meter hoog en heeft een vloeroppervlak van 33.500 m². Het gebouw is in de jaren 1940 wit gesausd.
De voormalige sanitairfabriek heeft een rechthoekige plattegrond en is parallel aan de Boschstraat gebouwd. Het acht verdiepingen hoge pand heeft een souterrain en wordt gedekt door een plat dak met een drietal opbouwen. In de grotere centrale opbouw bevindt zich een waterreservoir; in de twee kleinere opbouwen de liftschachten. Eiffel I en II hebben een vergelijkbare betonskeletconstructie van gewapend beton (met betonnen vloerplaten, paddenstoelkolommen en betonbalken). Het later gebouwde noordelijke volume Eiffel III bezit een staalconstructie. De buitengevelvelden zijn ingevuld met cementsteen. Bij de recente verbouwing zijn de buitengevels van Eiffel III op de begane grond deels verwijderd, waardoor een onderdoorgang onder het gebouw is ontstaan. De voor- en achtergevel zijn sterk horizontaal georiënteerd door de 38 vensterassen (13 + 13 + 12; Eiffel III is dus iets korter). De zijgevels aan de noordzijde tellen elk drie vensterassen en zijn om die reden sterk verticaal geaccentueerd.

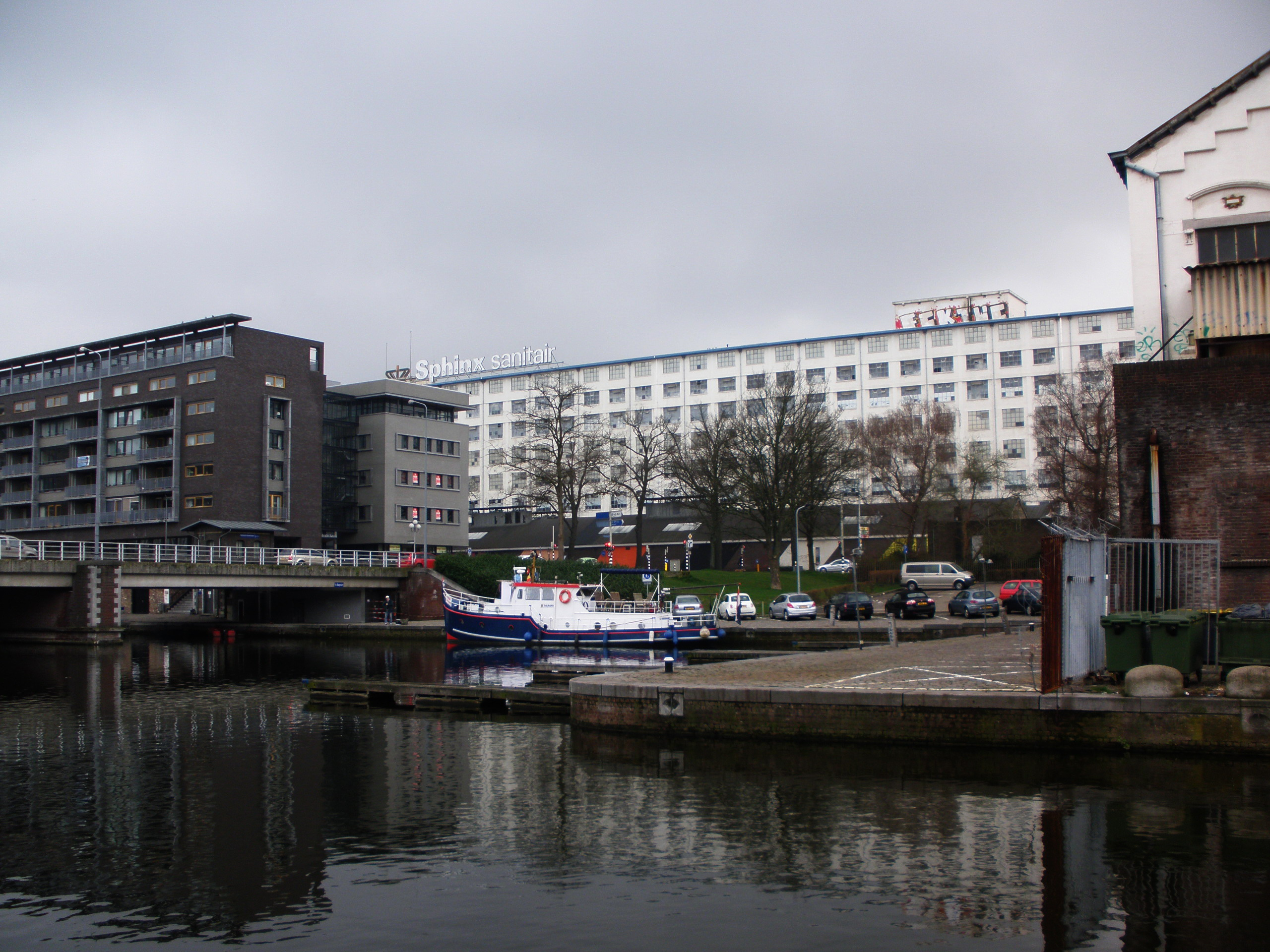
De Eiffel vanaf het Bassin
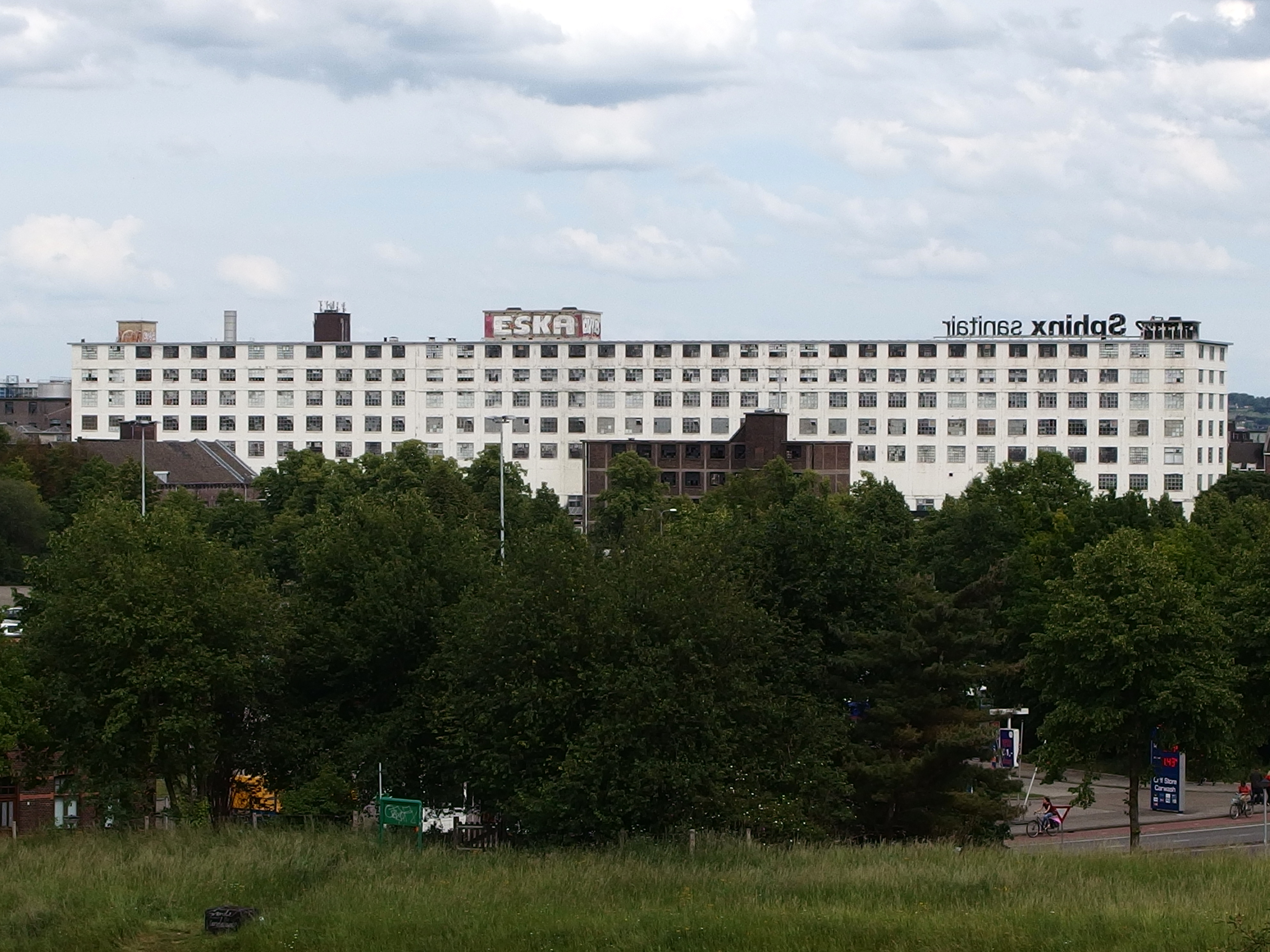
Vanaf de Hoge Fronten
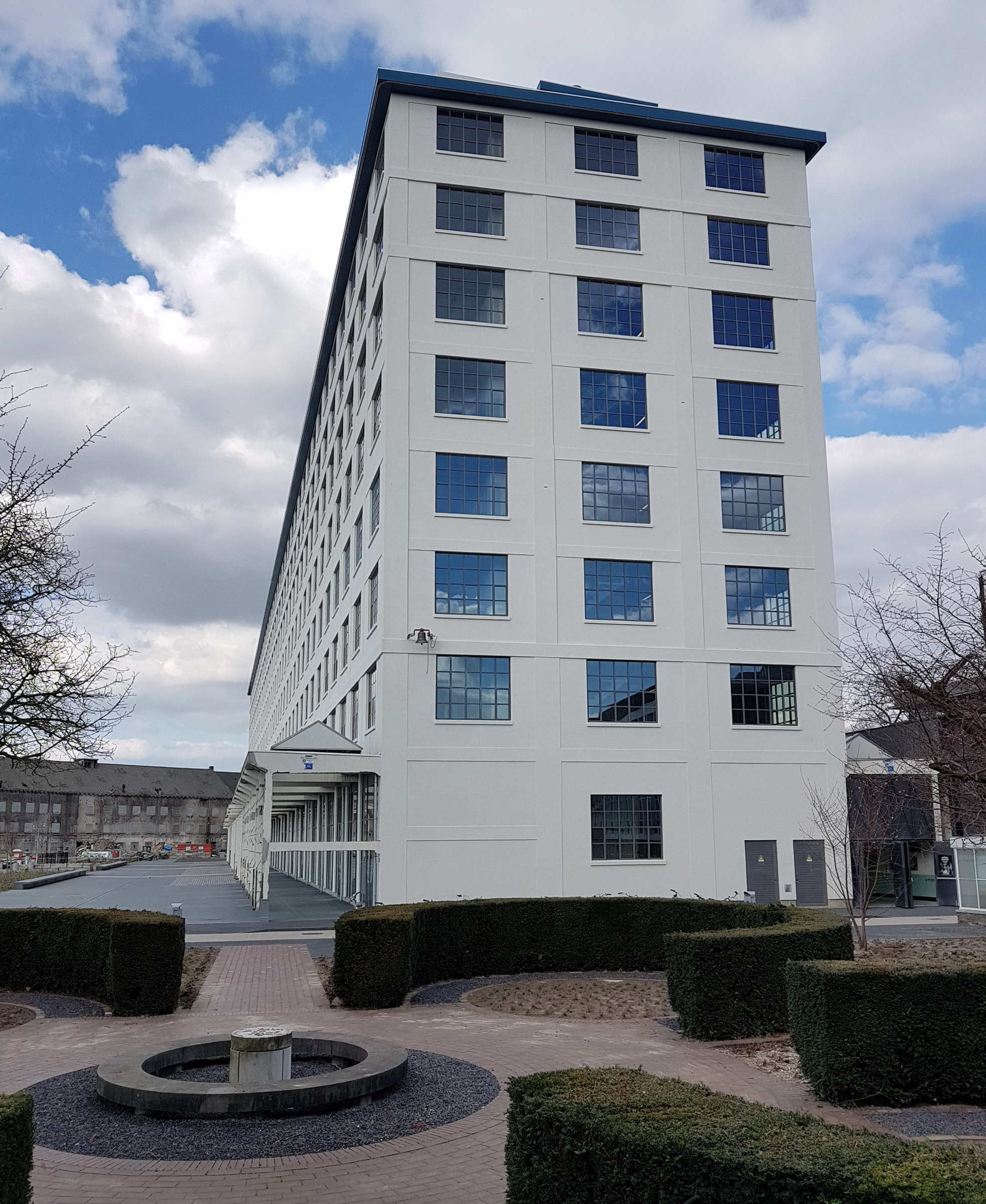
Zuidgevel Eiffel II
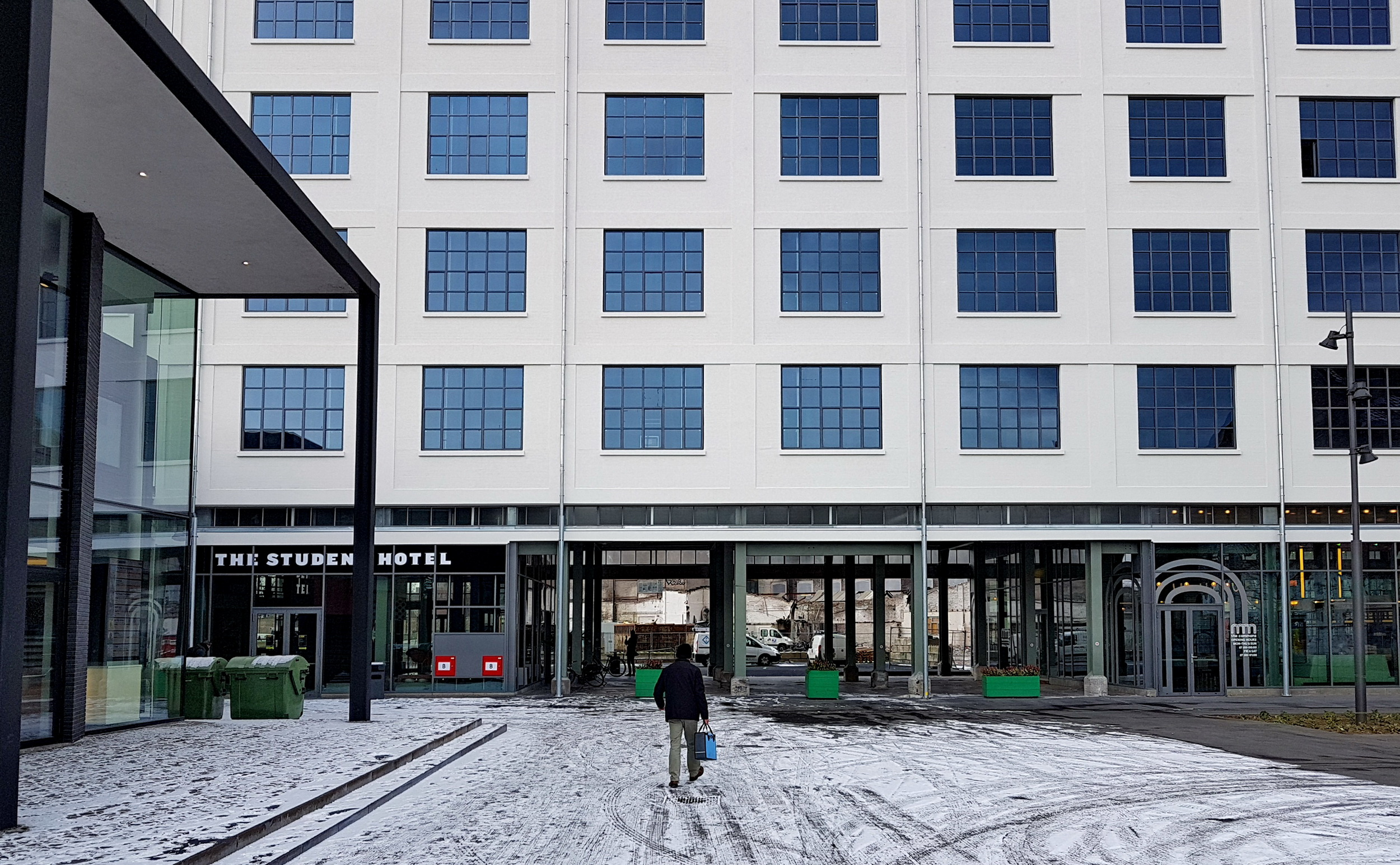
Onderdoorgang Eiffel III

### Interieur
In het interieur zijn de drie bouwfases van het Eiffelcomplex nauwelijks te herkennen; ze vormen één grote, doorlopende ruimte. Alleen de stalen kolommen in Eiffel III wijken af van de betonnen paddenstoelkolommen in Eiffel I en II. Elke verdieping, behalve de begane grond, telt rondom 79-82 ramen, die allemaal zijn onderverdeeld in 15 of 20 ruiten (alleen de noordgevel heeft op enkele etages geen, minder of kleinere ramen). De vensterkozijnen en de glasroeden zijn van staal, evenals de deuren.

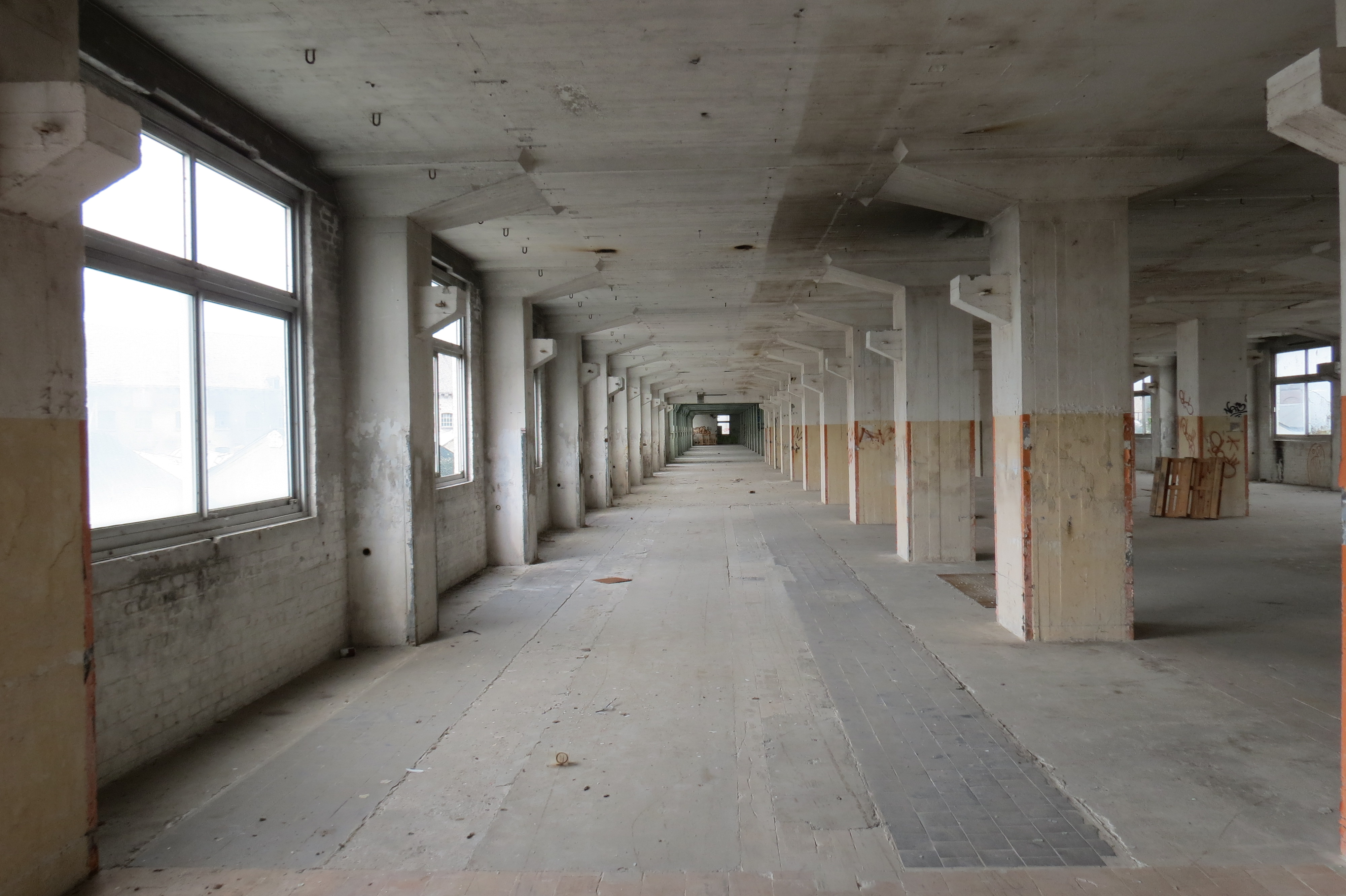
Eiffel I, 2e etage, vóór de restauratie
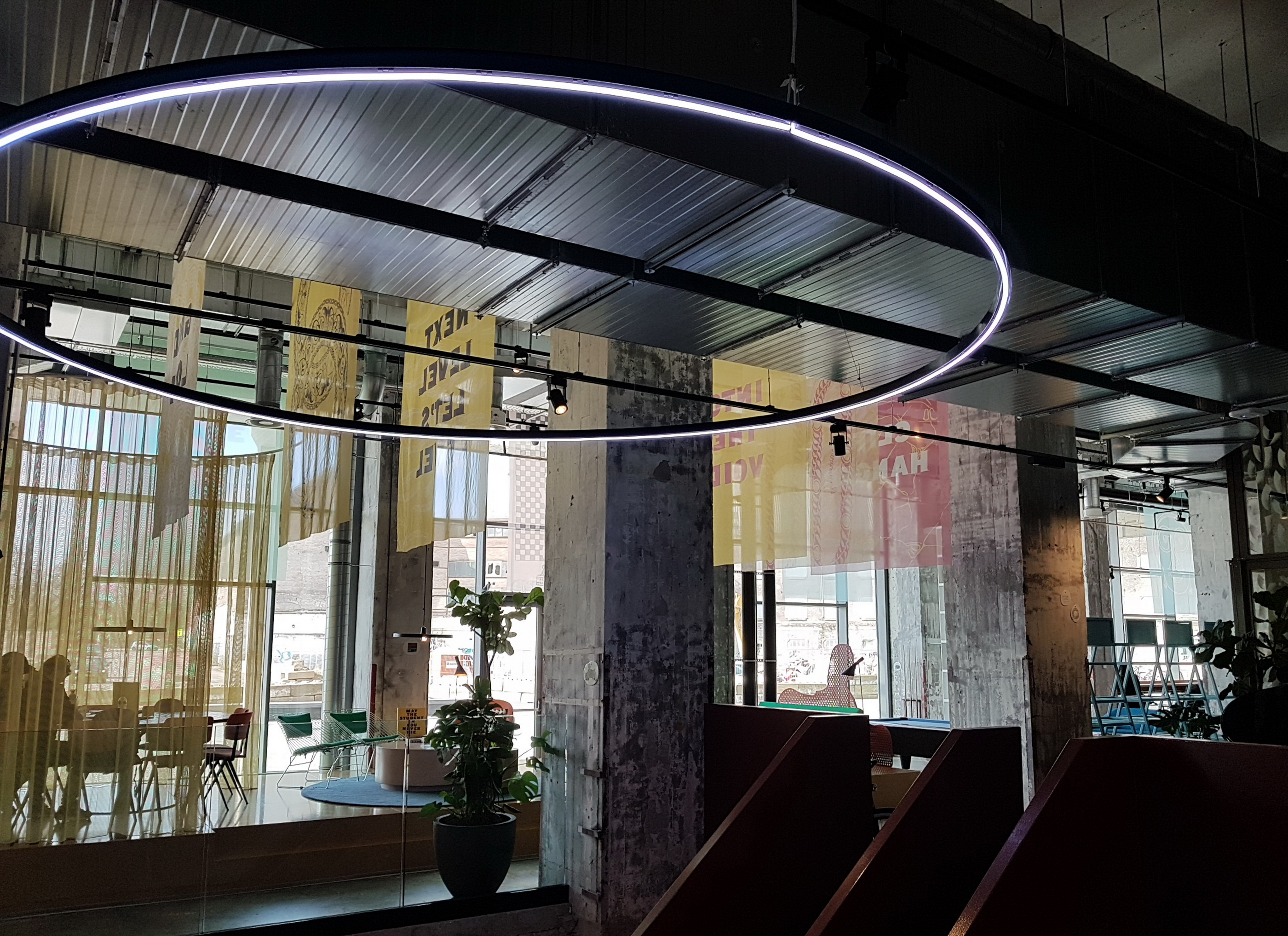
Eiffel I, begane grond The Student Hotel
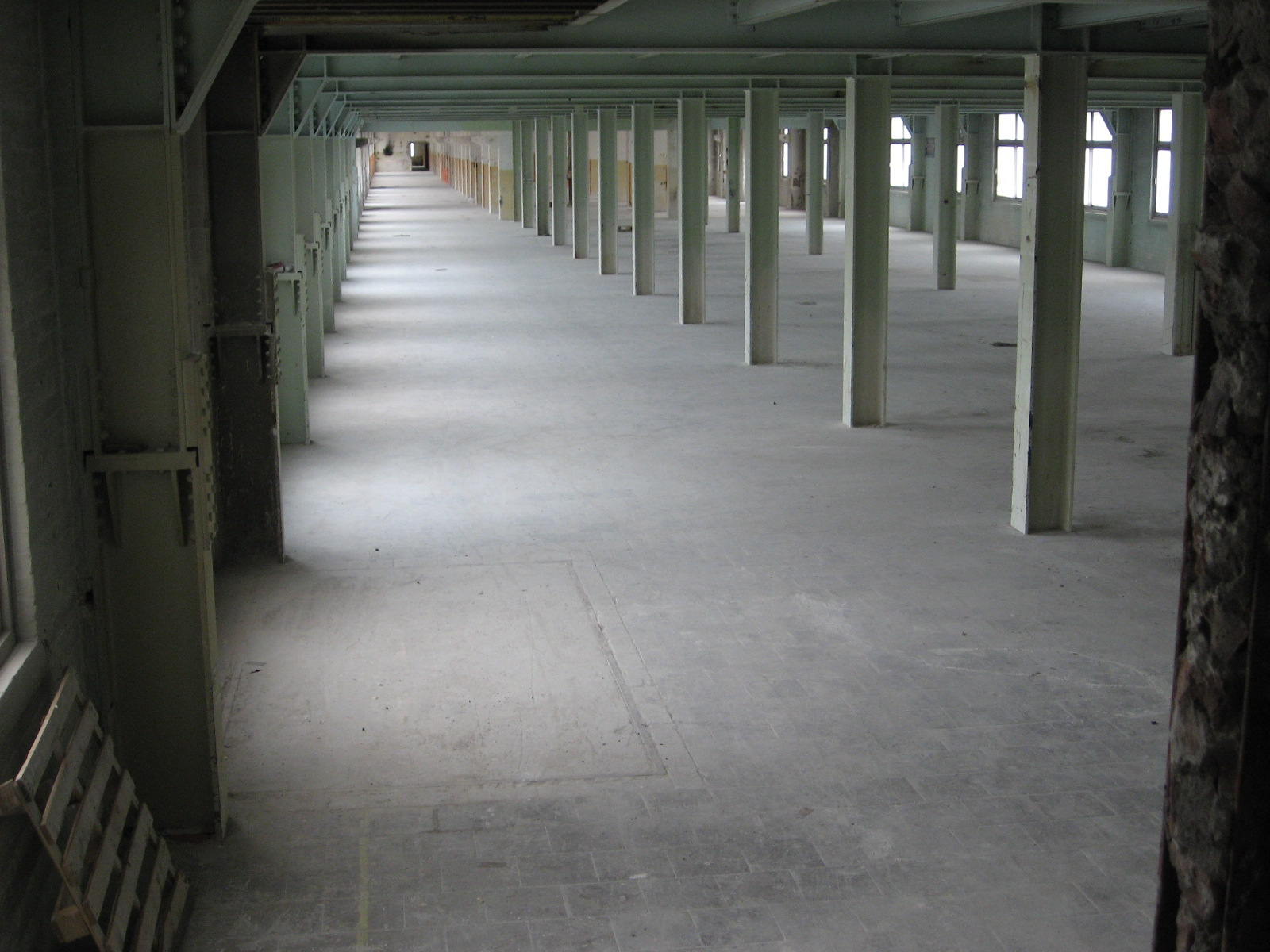
Eiffel III, 1e etage, vóór de restauratie
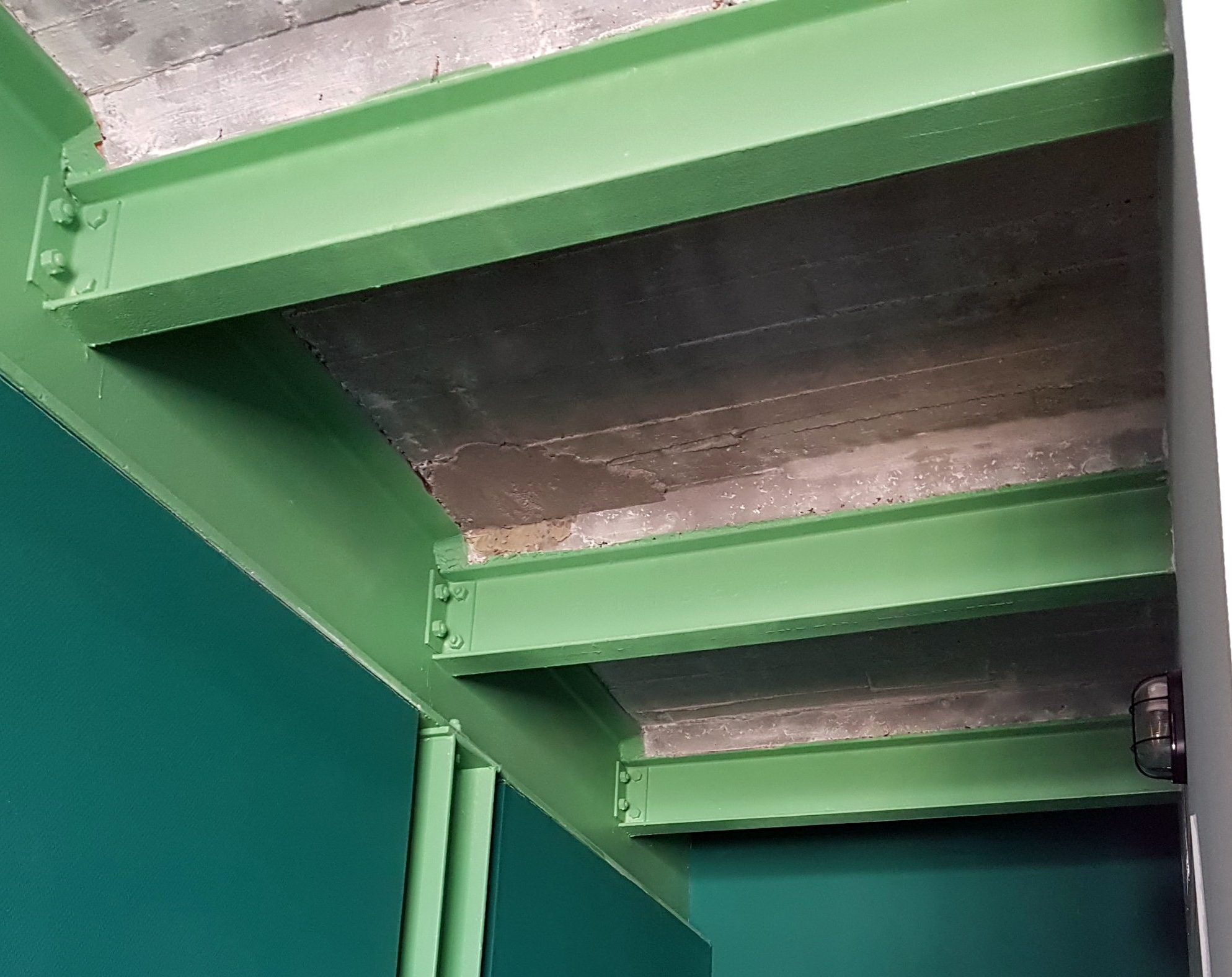
Eiffel III, 6e etage, detail staalconstructie in hotelkamer

### Sphinxpassage
De Sphinxpassage is een circa 120 m lange, openbaar toegankelijke gang, die ligt ingeklemd tussen het Eiffelgebouw en de Pathébioscoop. Het betreft een oude brandgang, een overblijfsel van de tunnelovens uit 1933-34. De stalen zuilen en de grotendeels glazen dakconstructie zijn bij de restauratie en herinrichting in 2017 bewaard gebleven. Trappen leiden naar het souterrain van het Eiffelgebouw, waarin onder andere een fietsenstalling is ondergebracht. De westwand van de passage is deels van glas en biedt een blik in het Eiffelgebouw. De andere wand, de blinde muur van de bioscoop, is over de gehele hoogte en lengte betegeld, een concept bedacht door Bart van den Boom (Viewmaster). Een deel van de 30.000 tegels zijn bedrukt en vormen tableaus die de geschiedenis van de aardewerkproductie op deze locatie illustreren. De tegeltableaus worden afgewisseld met vitrines, waarin Maastrichts aardewerk van Petrus Regout en Koninklijke Sphinx wordt tentoongesteld.
Aan de westzijde van het Eiffelgebouw bevindt zich een soortgelijke passage, die echter aan drie zijden geheel open is. Ook elders op het Sphinxterrein bevonden zich met glas overdekte verbindingsgangen. Ze kwamen tot stand ten tijde van fabrieksdirecteur Adolphe Regout (1934-1952) en werden om die reden aangeduid als 'Avenue Adolphe'. Een deel bleef bewaard in het woonwarenhuis Loods 5.

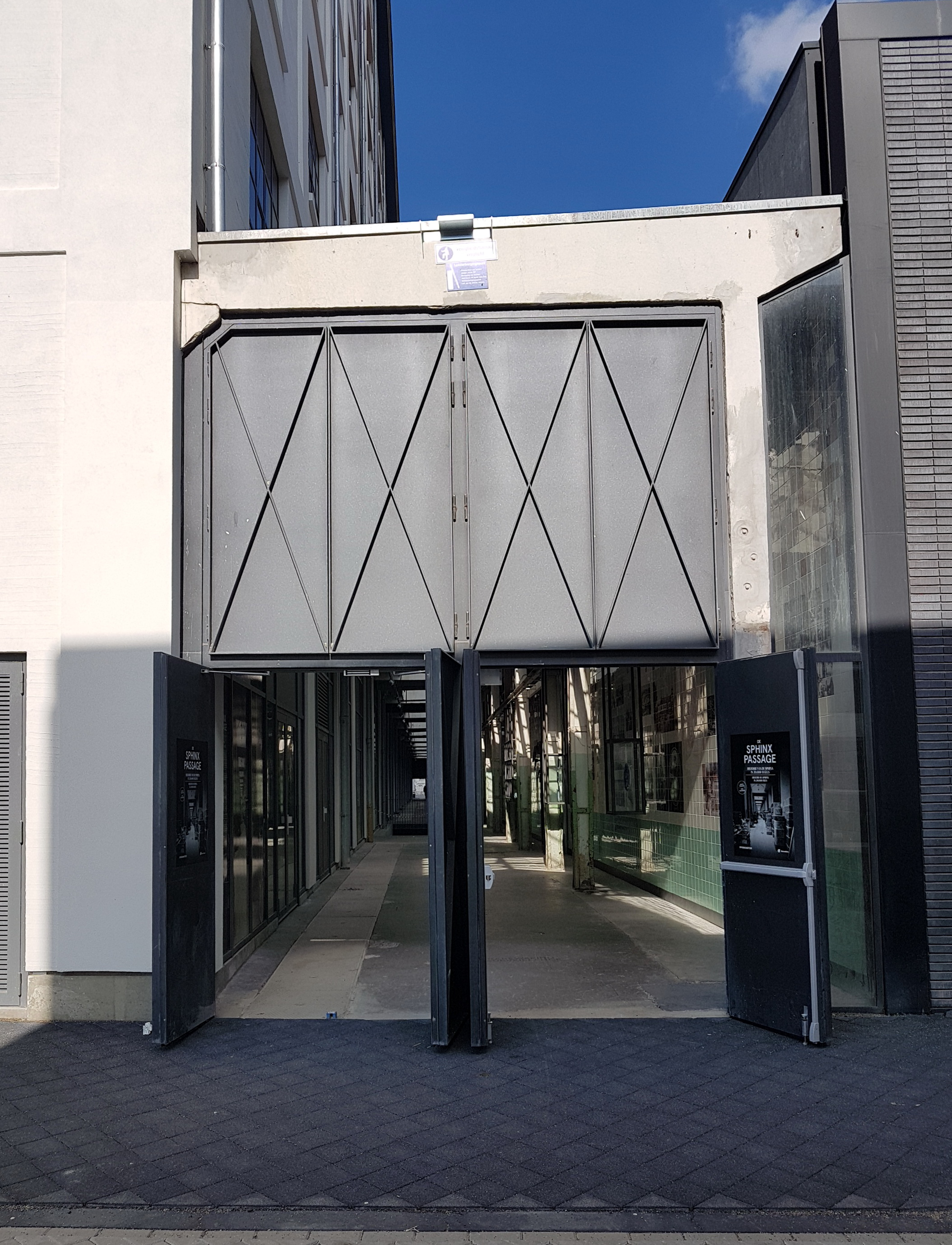
Ingang zuidzijde
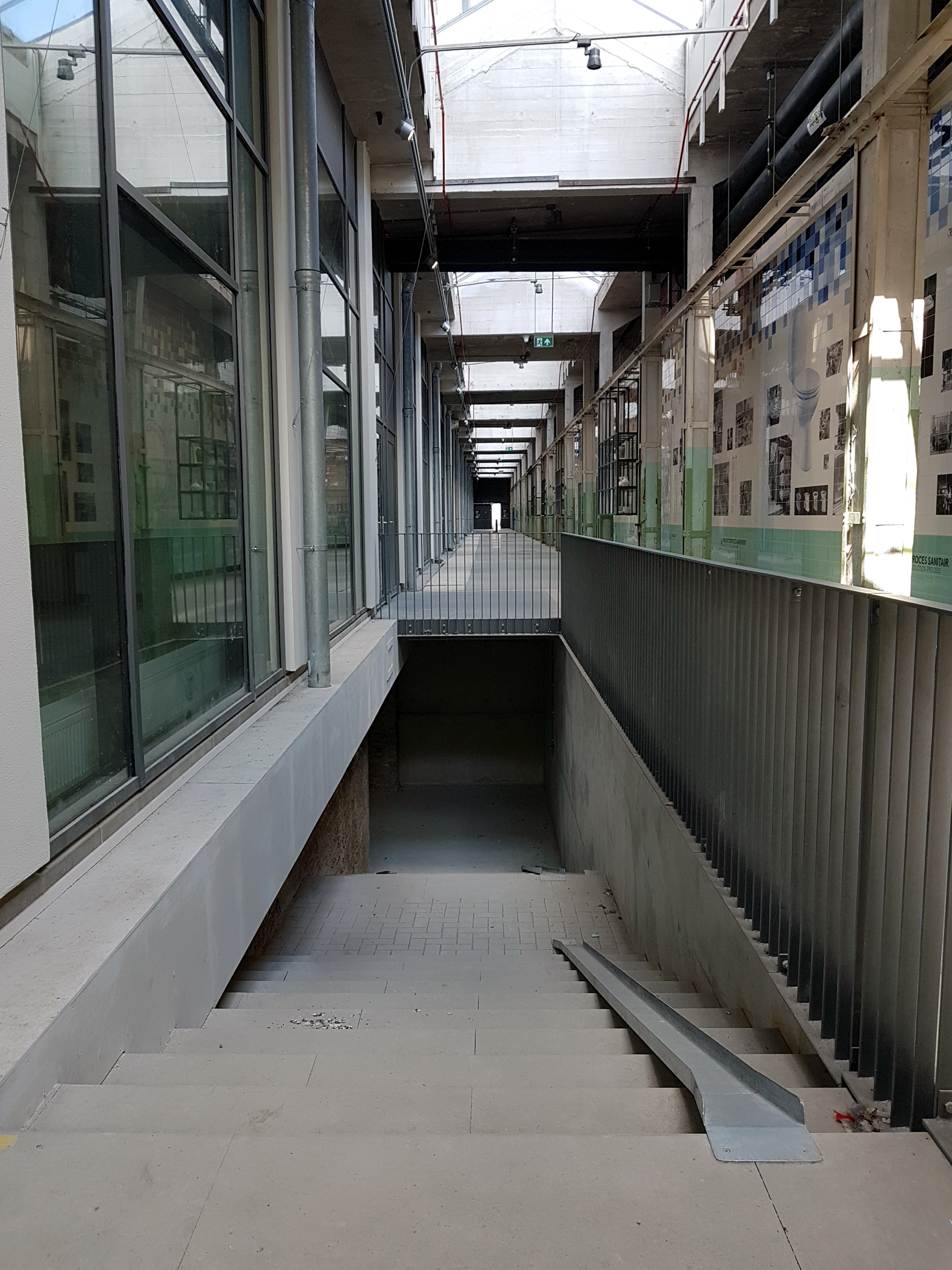
Trap naar souterrain
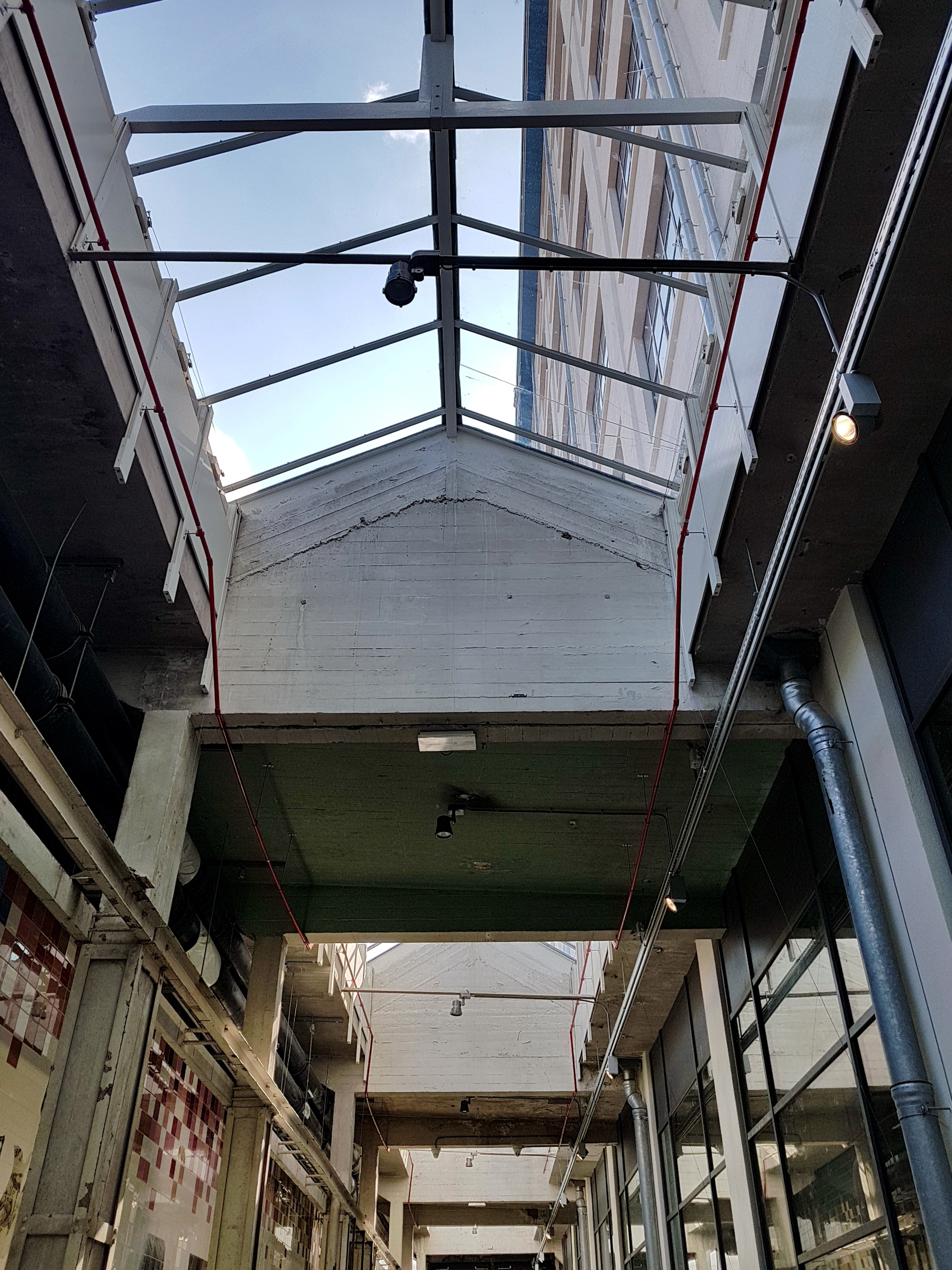
Dakconstructie
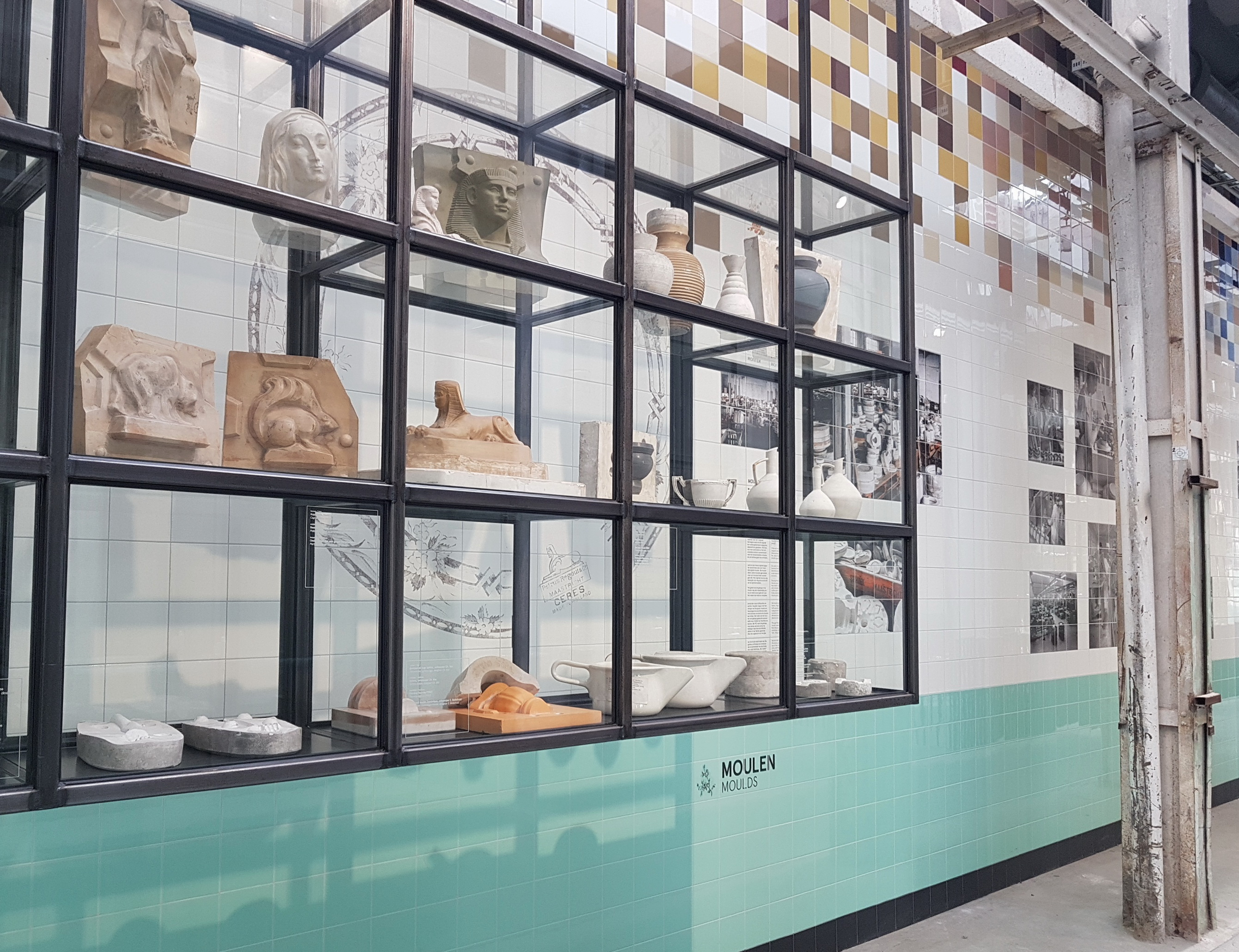
Tegelwand en vitrine

## Varia
- In 2020 gaf het Maastrichtse architectuurcentrum TOPOS het boek Mijn favoriete gebouw in Maastricht en omgeving uit. Daarin lichtten bekende en minder bekende Maastrichtenaren hun keuze voor een bepaald gebouw toe. Architectuurfotograaf John Sondeyker koos voor het Eiffelgebouw en gaf daarvoor de volgende redenen: "In de eerste plaats is het een zeer beeldbepalend gebouw voor de skyline van Maastricht. Ten tweede is het gebouw een mooie en zichtbare herinnering aan het industriële verleden van Maastricht. Ten derde vind ik het een mooi voorbeeld van de architectuurstroming Nieuwe zakelijkheid. Voorts, in de vierde plaats, boeien mij de kenmerkende betonnen paddenstoel-kolommen welke zijn toegepast in deel een en twee van dit ensemble."[14]